# Université baptiste de l'Oklahoma
L'université baptiste de l'Oklahoma (anglais : Oklahoma Baptist University) est une université privée chrétienne évangélique baptiste, située à Shawnee (Oklahoma) aux États-Unis. Elle est affiliée à la Baptist General Convention of Oklahoma (en) (Convention baptiste du Sud).

## Histoire
L’école a ses origines dans un projet de création d'université de la Baptist General Convention of Oklahoma 1906 . Elle est officiellement fondée en 1910 sous le nom de Baptist University of Oklahoma. En 1920, elle prend son nom actuel. En 2019, elle a reçu le campus de l’Université Saint-Grégoire en don par Hobby Lobby, venant compléter son parc immobilier . En 2020, un campus a été implanté à la prison Lexington Assessment and Reception Center de Lexington (Oklahoma) . Pour l'année 2021-2022, elle comptait 1,510 étudiants.

## Affiliations
Elle est affiliée à la Baptist General Convention of Oklahoma (en) (Convention baptiste du Sud) . Elle est membre du Conseil pour les collèges et universités chrétiens et de l'Association internationale des collèges et universités baptistes.

## Campus

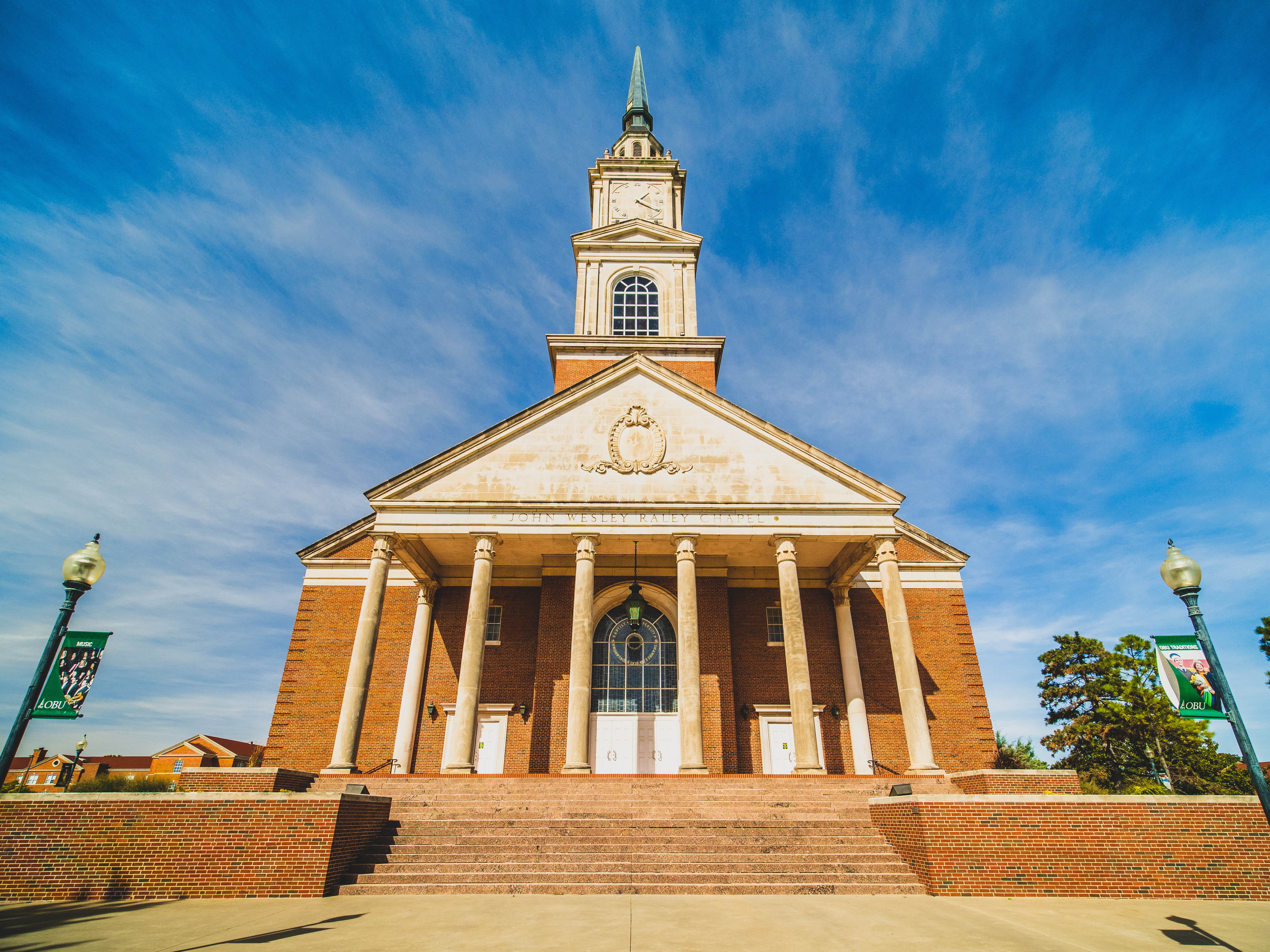
Chapelle
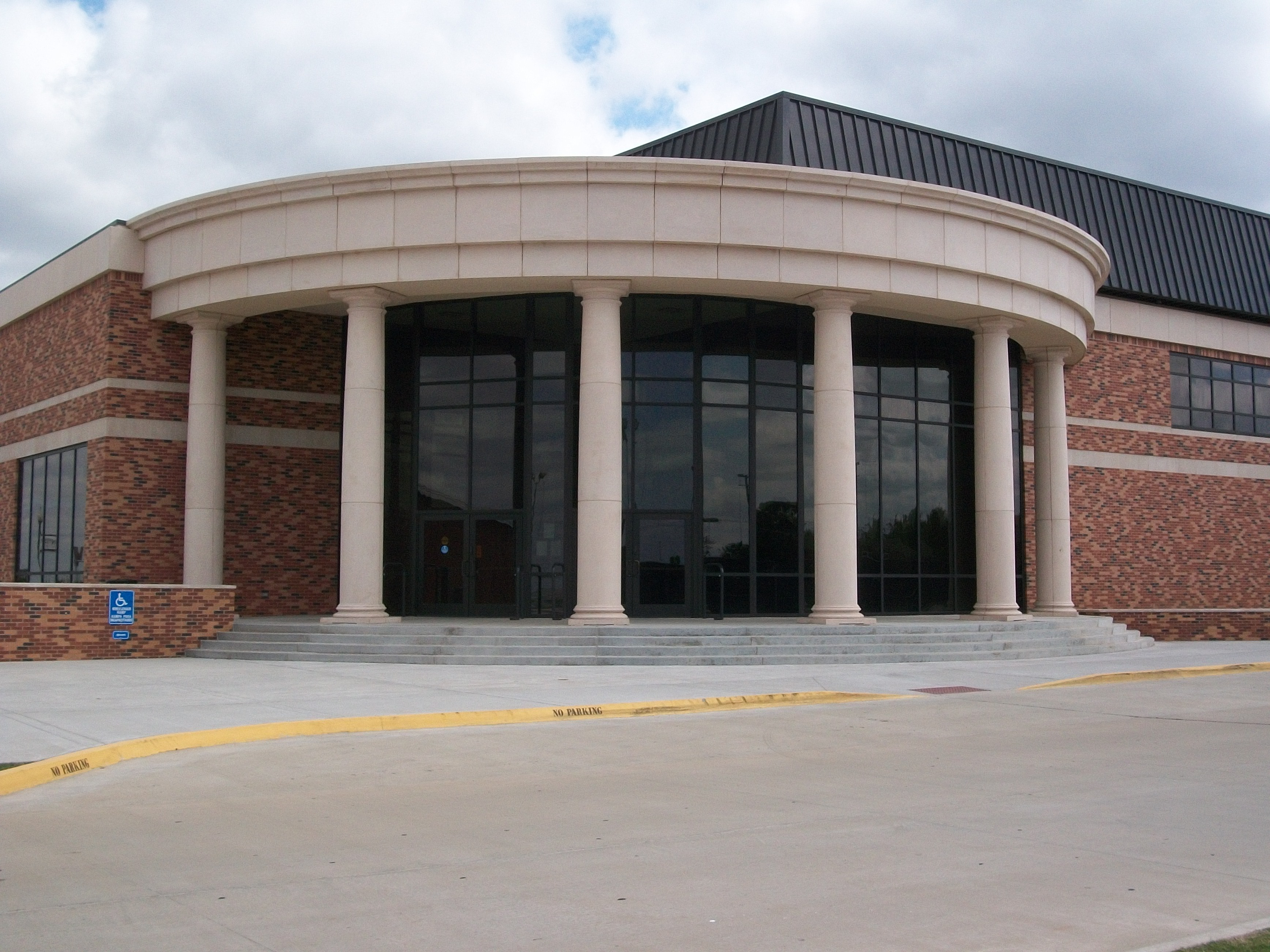
Recreation and Wellness Center
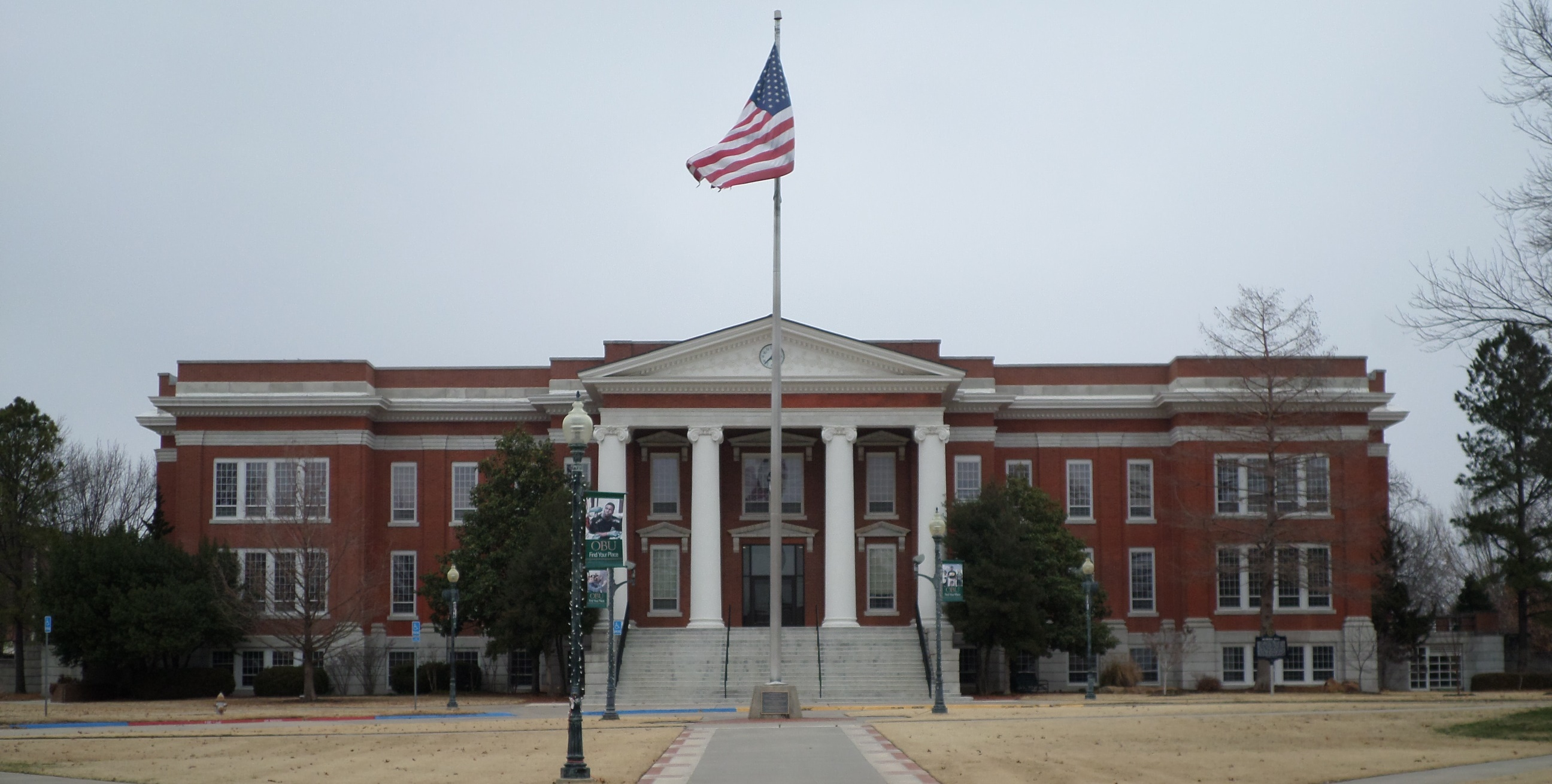
Shawnee Hall
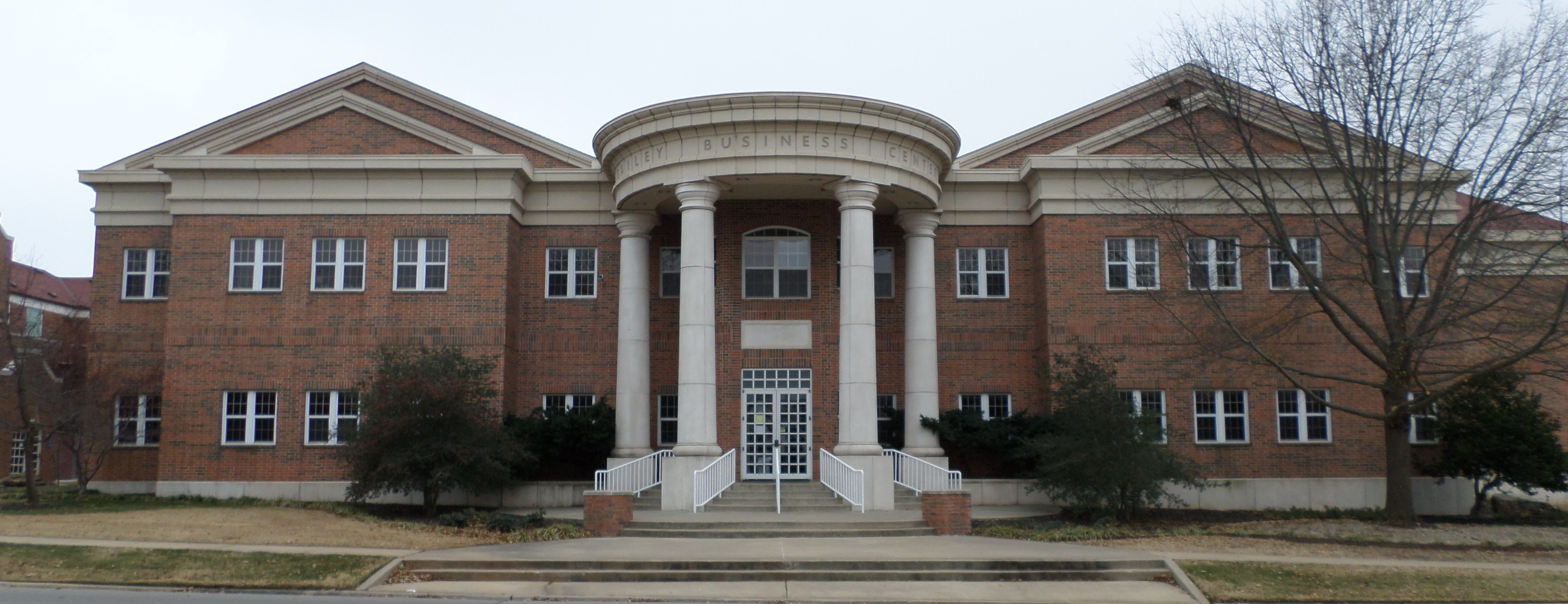
Bailey Business Center
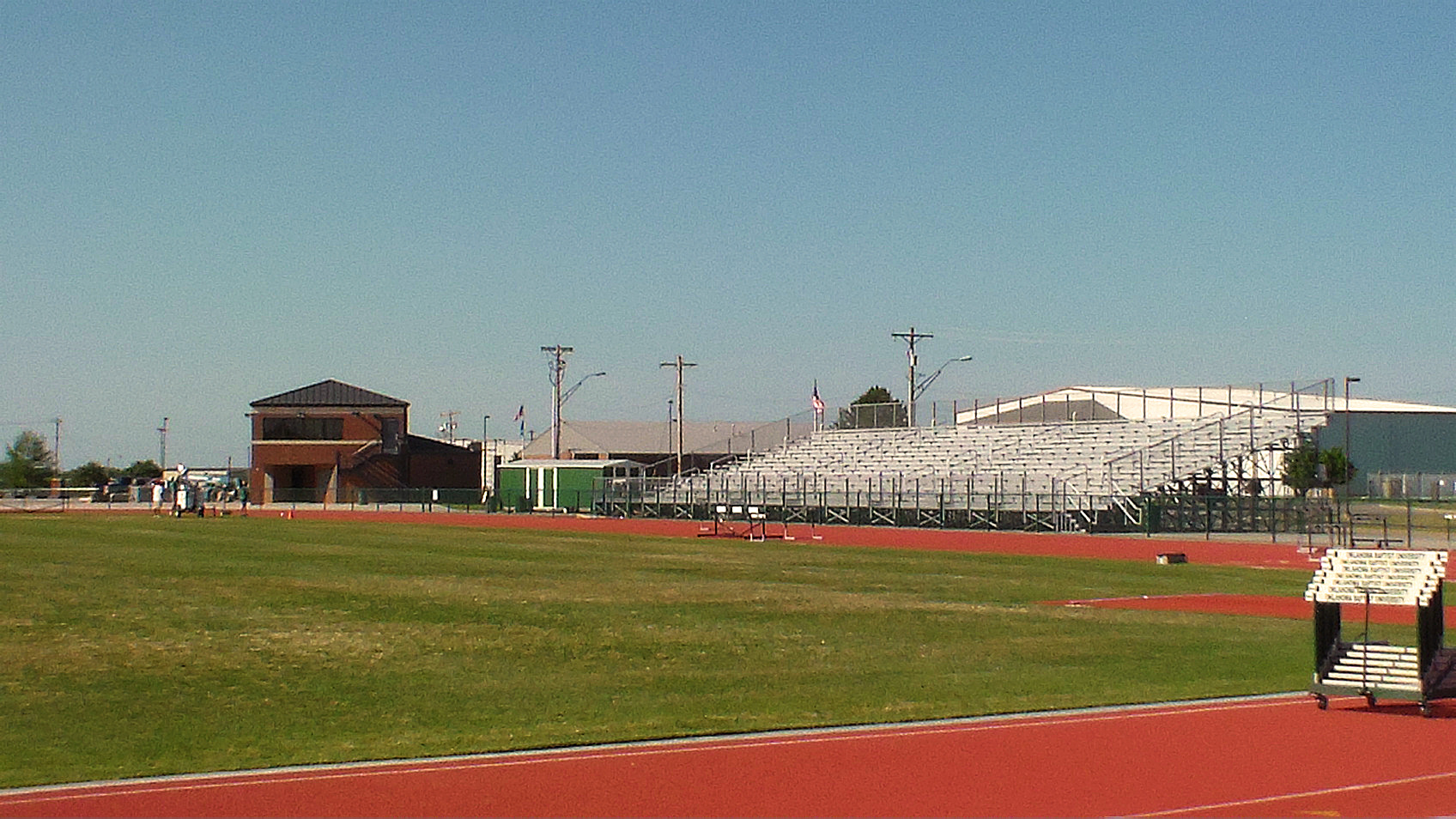
Eddie Hurt Jr. Memorial Track Complex